# وادي جمح
وادي جمح (بفتح الجيم والميم) أو وادي يمح هو واد في سراة بلاد بلقرن تسيل مياهه من جبال جرب جنوباً حتى تصل إلى جنوبي عفراء، ومن طلالا في ديار بلحارث باتجاه الشرق حتى ترفد وادي ترج، ويعد من الأودية دائمة الجريان ومن المنتزهات الطبيعية، وذكره الهمداني في صفة جزيرة العرب. ومن روافده وادي ناث.